# Верлан (гайдамак)
Верлан или Верлян (1690-е — XVIII век) — один из инициаторов и вдохновителей гайдамацкого движения 1734 года на Украине.

## Биография
Родом с Брацлавщины, молдавского рода,некоторое время провёл на Запорожской Сечи.
Вернувшись на родину, возглавил шаргородскую сотню надворного войска князя Любомирского.
Будучи сотником надворных казаков Шаргорода, в 1734 году получил циркуляр Полянского, полковника русских войск, расположенных на польско-русской границе к представителям правобережного казачества с предложением выступить против сторонников французского ставленника на польский престол Станислава Лещинского.
Сотник Верлан, объявив, что имеет именной Указ императрицы Анны Иоанновны, присвоил себе чин полковника и стал формировать казачий полк, раздавая чины и ставя задачу: распахивать земли и истреблять ляхов и евреев, с целью присоединения края в Российской империи. Отряд Верлана вскоре значительно увеличился, собирая вокруг своей сотни всех недовольных польским режимом. Он включал повстанцев в казаческий реестр, назначал сотников, ротмистров, поручиков. Отдельные источники утверждают, что в некоторых населённых пунктах бунтарского Правобережья были созданы казаческие органы самоуправления. Призывы к крестьянству поддержать восстание делались под лозунгами избавления от удушающих податей.
Для крестьян, которые начали присоединяться к его отряду, он был полковником запорожского войска. Был распространен слух, якобы этот запорожский полковник специально прибыл из Сечи, чтобы найти правду для народа, восстал за его веру и поднял всех на борьбу с поляками и униатами.
Именно его отряд поляки назвали «гайдамаками», а уже позже это название перешло и на всех украинских повстанцев.
Отдельные его отряды возникли на Подолье, на Волыни и даже в Галиции. Слабо организованные отряды Верлан постепенно реформировал в слаженное войско: он назначил командиров, ввëл порядки и дисциплину, которые существовали на Сечи. Повстанцев и жителей, освобождëнных от поляков местечек и сëл, Верлан приводил к присяге на верность российской императрице Анне. Достоверно известно, что именно Верлан убедил примкнуть к гайдамацкому восстанию сотника надворных войск — Савву Чалого.
Как писал историк В. Антонович в своем исследовании «О гайдамачестве» (1876):

Постоянно увеличивая свои силы, Верлан сделал несколько переходов по Врацлавскому воеводству, истребляя дворян и евреев, приводя к присяге остальное население. После нескольких удачных столкновений с польскими войсками, он занял города Броды и Жванец и, в половине июня 1731 г., пустил свои отряды в направлении Львова и Каменца.
Начав военные действия против правительственных войск, Верлан установил контроль над Брацлавщиной, затем над Подольем и юго-западной Волынью. Были заняты такие города как Кременец, Жванец, Броды и Збараж. Отряды Верлана появлялись также под Каменцем и Львовом. Отряд под предводительством М. Гривы занял Винницу и Меджибож. В Киевском воеводстве хорошо организованные сотни повстанцев захватили Корсунь, Бердичев, Погребище, Паволочь, Котельню, Ходоров и Рожев. В Чуднове горожане собственными силами расправились со шляхтой. В начале 1735 года восстание охватило всю территорию украинских воеводств.
Именно на Брацлавщине, где действовал его отряд, гайдамацкое восстание приобрело наибольшего всплеска, крупнейшей массовости и жестоких форм.
Осень 1734 Верлан сформировал отряд из молдаван и валахов и вместе со своими подручными полковниками Скоричем и Писаренко, отправился в Молдавию. При этом он сумел увести большой обоз со всем награбленным у шляхты.
Благородные сеймики Брацлавского и Подольского воеводств потребовали от господаря Молдавского княжества выдать Верлана и вернуть награбленное.
Молдавское правительство вернуло часть имущества, но заявило, что арестовать главарей гайдамаков не в силах.
Существуют разные версии дальнейшей судьбы Верлана. По одной из них, Верлан погиб в схватке с молдавским войском, которое захватило обоз. По другой, он откупился награбленным и исчез. Дальнейшая судьба Верлана неизвестна.
Однако с загадочным исчезновением Верлана, гайдаматчина на Украине не утихла, его дело продолжили: Грива, Медведь, запорожский старшина Харко, Рудь, Иваница.
Однако, до середины 1735 года польским правительственным войскам удалось подавить восстание и восстановить прежние порядки.